# Герб Югюлятского наслега
Герб муниципального образования сельское поселение «Югюлятский наслег» Вилюйского улуса Республики Саха (Якутия) Российской Федерации.
Герб утверждён Постановлением № 1 Югюлятского наслежного Совета от 15 марта 2009 года.
Герб внесён в Государственный геральдический регистр Российской Федерации под регистрационным номером 6434.

## Описание герба
«В зелёном поле на чешуевидной в две чешуи лазоревой, тонко окаймлённой серебром оконечности, лазоревое, окаймлённое серебром, пламя, сопровождаемое вверху — серебряным алмазом, справа — золотым чороном (сосудом для кумыса в виде горшка на трёх ножках), слева — золотой рыбой — карасём».